# The Spirit
The Spirit é um fictício herói de histórias em quadrinhos estadunidenses criado pelo cartunista Will Eisner e publicado pela primeira vez em 2 de junho de 1940 no suplemento dominical de 16 páginas conhecido informalmente como "The Spirit Section",distribuído para 20 jornais pelo Register and Tribune Syndicate com uma tiragem combinada que alcançava 5 milhões de exemplares a cada publicação e que continuou até 5 de outubro de 1952. Eisner trabalhou como editor, mas também escreveu e desenhou a maioria das histórias. Outros artistas que colaboraram sem créditos com o trabalho foram Jules Feiffer, Jack Cole e Wally Wood, que respeitaram a visão singular do autor para com o personagem. Entre as décadas de 1960 e 1980, o herói foi publicado pela Harvey Comics, e recebeu muitas republicações da Warren Publishing e Kitchen Sink Press. Nas décadas de 1990 e 2000, Kitchen Sink Press e DC Comics publicaram novas histórias do Spirit, de autoria de outros artistas.
The Spirit era um dos nomes de Denny Colt, um detetive policial que fora considerado morto, mas que na verdade vivia secretamente como um anônimo lutador no mundo do crime, apoiado pelo seu velho amigo e chefe da polícia de Central City, Comissário Nolan. Sua base era no cemitério da cidade. As histórias abordavam uma larga variedade de situações: crime, romance, mistérios, horror, comédia, drama e humor negro.
As histórias de The Spirit tinham sete páginas cada. As 16 páginas da seção do jornal normalmente incluíam mais duas tiras com quatro páginas cada (inicialmente Mr. Mystic e Lady Luck). A história mostrava semelhanças com Batman e Dick Tracy, com vilões coloridos e era contada em sequência rápida. Sua origem e a máscara negra lembra o popular Lone Ranger.

## História da publicação
Ao final de 1939, Everett M. "Busy" Arnold, editor das histórias em quadrinhos da Quality Comics, percebeu que muitos jornais norte-americanos começaram a explorar o filão das revistas de histórias em quadrinhos. Dois meses antes do surgimento de The Spirit Section, o Chicago Tribune lançara a revista Chicago Tribune Comic Book. Arnold preparou uma peça de apresentação com o material da Quality Comics. Um editor do The Washington Star gostou da história de The Clock de George Brenner mas não do trabalho artístico, preferindo os desenhos de Lou Fine. Arnold, preocupado com a meticulosidade e com o cumprimento de prazos daquele ilustrador, afirmou que era trabalho de Eisner, o chefe de Fine do Estúdio Eisner & Iger, de quem Arnold adquirira os quadrinhos de forma terceirizada.
Pouco antes do natal de 1939, Eisner foi chamado para uma conversa. Ele assim citou o encontro (em tradução livre, assim com as demais desse artigo): "Arnold veio até mim e disse que os jornais de domingo estavam procurando um jeito de aproveitarem o "boom" das revistas em quadrinhos (comic book) que ocorria no país". Em entrevista de 2004, Eisner detalhou a conversa:
| “ | "Busy" convidou-me para almoçar um dia e me apresentou o gerente de vendas do "Des Moines Register and Tribune Syndicate", Henry Martin, que disse: "Os jornais do país, particularmente os que circulam aos domingos, estão querendo competir com as revistas em quadrinhos, e gostariam de inserir uma publicação desse tipo dentro de suas edições"... Martin perguntou se eu poderia fazer isso... Significaria que eu teria de deixar o "Eisner & Iger" que estava com um bom faturamento; nós estávamos muito lucrativos naquele momento e as coisas iam muito bem. Era uma decisão difícil. De qualquer forma, eu concordei em fazer a revista dominical e nós começamos a negociar sobre como seria a sociedade da "Seção de Quadrinhos", como chamavam os suplementos àquela época. | ” |

.
Eisner negociou e concordou com os direitos para a sindicalização de The Spirit para Arnold mas "Foi escrito no contrato que eu tinha com 'Busy' Arnold — e este contrato é a base para minha propriedade do direito de autor (copyright);— que ele concordava com a minha propriedade. Eles concordaram que se nós nos separássemos de qualquer forma, a propriedade reverteria para mim na data em que ocorresse. Meu advogado procurou 'Busy' Arnold e família, e eles assinaram o acordo em que abriam mão da propriedade". E esse documento também alcançou as histórias secundárias "Mr. Mystic" e "Lady Luck."
Vendendo a sua participação da firma para Iger, que continuou a aceitar quadrinhos sob encomenda com o nome de S. M. Iger Studio e Phoenix Features até 1955, por 20.000 dólares, Eisner iniciou a criação de The Spirit. "Eles me deram uma audiência adulta", disse o autor em 1997, "e eu queria escrever coisas melhores do que super-heróis. As revistas em quadrinhos tinham sido um gueto. Eu vendi minha parte da empresa para meu sócio e então comecei The Spirit. Eles queriam um personagem heroico e uniformizado. E perguntaram se teria um disfarce. Eu coloquei uma máscara nele e disse: "Sim, ele tem um disfarce!".
Sobre o personagem e o tipo de histórias, Eisner contou em 1978 que fora derivado de seu desejo de
| “ | ...escrever contos. Eu sempre respeitei os quadrinhos como uma mídia legítima, mas mídia. Criando um detetive... eu conseguiria um veículo adequado para o tipo de histórias que eu poderia melhor contar . O pessoal do syndicate não concordava comigo... Em minha primeira discussão com 'Busy' Arnold, sua ideia se concentrava em um tipo de super-herói vestindo uma roupa uniformizada; nós não usávamos o termo "super-herói" naqueles dias... e eu argumentei veementemente contra isto porque eu já tivera minha cota de criação de heróis uniformizados na Eisner and Iger... Daí numa noite, por volta das três da madrugada, quando ainda trabalhava tentando encontrar algo — Eu tinha apenas uma e meia ou duas semanas para produzir a primeira revista, todo o negócio fora muito rápido e urgente — imaginei um herói fora-da-lei, apropriado, eu achei, para os leitores adultos. | ” |

O nome do personagem, conforme Eisner disse naquela entrevista, veio de Arnold: "'Busy' Arnold me ligou e sugeriu um tipo de fantasma ou alguma espécie de personagem metafísico. Ele disse: "Que tal uma coisa chamada the Ghost? e eu respondi: 'Não, não é nada bom' e ele continuou: 'Bem, então chamamos de Spirit; nada existe em volta'. Eu disse: 'Bem, eu não sei o que isso significa'. E ele retrucou: 'Bem, isso é com você—Eu apenas gosto das palavras "the Spirit"'. Ele estava telefonando de algum bar, eu pensei... E,na verdade, quanto mais eu pensava sobre aquilo mais eu achava que não me importava com o nome".
The Spirit tinha inicialmente oito - e depois sete - páginas de uma série de um vigilante urbano contra o crime, acompanhado inicialmente das aventuras de "Mr. Mystic" e "Lady Luck", completando as 16 páginas do suplemento dominical (informalmente chamado de "The Spirit Section"), distribuído em 20 jornais cuja circulação combinada alcançava 5 milhões de exemplares. O lançamento foi em 2 de junho de 1940, e continuou até 5 de outubro de 1952.[carece de fontes?]
Em 1941, durante a Segunda Guerra Mundial, Eisner foi convocado pelo exército, com apenas seis meses para resolver suas coisas. Na ausência do artista, o syndicate que comercializava seus quadrinhos passou a usar escritores e artistas fantasmas para continuar a história, entre eles Manly Wade Wellman, William Woolfolk e Lou Fine. Porém, muitos fãs acreditam que as melhores histórias são aquelas que Will Eisner escreveu e desenhou. O amarrotado e corajoso herói mascarado, que tinha sua base sobre a tumba de sua identidade de Denny Colt, supostamente morto,detalhava o cenário da cidade grande, refletindo e influenciando os filme noir da década de 1940. Em algumas aventuras o herói aparecia pouco, quase de forma incidental, enquanto a narrativa principal desenvolvia um drama da vida real passado nas ruas, nos cortiços dilapidados e nos quartos esfumaçados. Ainda que violento e passional, The Spirit trazia humor, sutil ou ostensivo. Ele era metralhado, feito de bobo, machucado, muitas vezes espantado e próximo da imobilidade e constantemente enganado por mulheres bonitas.
Eisner desenvolveu um estilo cinematográfico; com o uso de sombras e ângulos diferentes de visão (inspiração tirada de Film noir). E desenhava de forma que o leitor se identificasse com o personagem. O título "The Spirit" era normalmente integrado ao fundo ou a paisagem da primeira página de cada série.
O editor do The Comics Journal Gary Groth escreveu: "Ao final da década de 1940, a participação de Eisner nas tiras tinha evoluído para um maior papel de supervisão. ... Eisner contratou Jerry Grandenetti e Jim Dixon para ocasionalmente arte-finalizarem seus desenhos. Em 1950, [Jules] Feiffer escrevia a maioria das histórias e Grandenetti, Dixon e Al Wenzel cuidavam dos desenhos " — Grandenetti desenhava como um artista-fantasma, seguindo o estilo de Eisner. Disse em 2005 que antes de demiti-lo, Eisner "tentava de tudo". Tinha me dado o desenho de 'The Spirit'. Mais tarde foi Wally Wood", quem desenhou os últimos trabalhos
The Spirit parou de ser publicado em meados dos anos cinqüenta, quando começou "Trip to the Moon " por Eisner e Wally Wood.
Levando em consideração as características atuais, The Spirit foi publicado por muitos anos. Kitchen Sin Press publicou reimpressões extensas da série, primeiro em formato grande e preto e branco e como os tradicionais livros que eram vendidos no comércio.  Antes mesmo do falência da editora, uma nova série de The Spirit passou a ser produzida por muitos talentos dos quadrinhos. A DC Comics relançou a série.

## Outras fases das publicações dos quadrinhos

### 1960s
Uma história de cinco páginas de Spirit, ambientada na cidade de Nova Iorque, apareceu como parte de um artigo de 6 de janeiro de 1966 no New York Herald Tribune.
Harvey Comics republicou muitas histórias de Spirit em dois álbuns gigantes, em outubro de 1966 e março de 1967, com novas capas de Eisner.
A primeira dessas revistas de 60 páginas abriu com uma nova história de sete páginas recontando a origem de Spirit por Eisner (com a arte-finalização com ajuda de Chuck Kramer). Também novo foi o texto "An Interview With the Spirit", creditado a Marilyn Mercer; e duas páginas escritas e desenhadas por Eisner com o título "Spirit Lab: Invincible Devices". Sete tiras de 1948-1949 foram republicadas.
A segunda revista abriu com uma história de sete páginas inédita escrita e desenhada por Eisner, "Octopus: The Life Story of the King of Crime", narrando pela primeira vez a origem do nêmesis de Spirit, The Octopus, bem como revelando seu nome (Zitzbath Zark). Também inédito foi o texto de duas páginas com o título "The Spirit Answers Your Mail", e duas páginas escritas e desenhadas por Eisner com o título de "The Spirit Lab: The Man From MSD". Foram republicadas sete aventuras do Spirit, de 1948-50.

### 1970s
Warren Publishing e mais tarde Kitchen Sink Press de Denis Kitchen republicaram muitas aventuras, primeiro em revistas de tamanho grande, em preto e branco (com eventualmente uma seção colorida), depois em formato trade paperback. As revistas receberam novas capas de Eisner.
Duas novas aventuras foram escritas durante esse período: "The Capistrano Jewels", história de quatro páginas publicada na segunda revista da Kitchen Sink republicada em 1972; e "The Invader", com 5 páginas (republicada em The Will Eisner Color Treasury). A revista 30 da série da Kitchen Sink trouxe "The Spirit Jam", com um roteiro de Eisner a arte-finalização de algumas páginas, mais a contribuição de outros 50 artistas.

### 1980s
Kitchen Sink Press republicou o trabalho de Eisner depois da guerra, em quadrinhos coloridos. Foi começada outra série para republicação das histórias iniciais; mas foram lançadas apenas 10 edições.

### 1990s e depois
Kitchen Sink também publicou uma série inédita de Spirit entre 1996-1997, incluindo contribuições de Alan Moore, Dave Gibbons, Paul Chadwick, Neil Gaiman, Joe R. Lansdale e Paul Pope.
Em meados da década de 2000, DC Comics começou a republicar The Spirit cronologicamente, em tamanho menor do que as publicações de Kitchen Sink e Warren.
A última aparição de The Spirit (produzida por Eisner) está em um número recente de The Escapist, publicação da Dark Horse Comics.

### DC Comics
A DC Comics lançou o exemplar único (one-shot) Batman/The Spirit em janeiro de 2007, com texto de Jeph Loeb e arte de Darwyn Cooke e J. Bone, que introduziu Spirit no Universo DC, apesar de uma breve aparição em Batgirl: Year One. A primeira revista da série The Spirit, escrita e desenhada por Cooke e arte-finalizada por J. Bone, estreou no mês seguinte. A publicação foi até o número 32 (agosto de 2009), com aventuras de 22 páginas em sua maioria. A série atualizou alguns conceitos, como a habilidade de Ellen com a Internet ajudando a resolver um caso, e Ebony White despojado de seus estereótipos raciais. Mark Evanier e Sergio Aragones foram os artistas regulares da série, e Mike Ploog e mais tarde Paul Smith providenciaram a arte-finalização.

Em 2009, a DC licenciou o personagem novamente para o evento The First Wave, faziam parte desse universo: Doc Savage, Batman, Canário Negro, Falcões Negros, O Vingador, Rima, entre outros.

### IDW Publishing
Em 2013, IDW Publishing  publicou uma minissérie em quatro edições: The Rocketeer & The Spirit: Pulp Friction, trata-se um crossover como personagens da série The Rocketeer de Dave Stevens. As quatro edições foram encadernadas em uma graphic novel de capa dura.

### Dynamite Entertainment
Em 2015, a Dynamite Entertainment obteve os direitos para publicar novos quadrinhos, começando com uma história de Matt Wagner, "Who Killed The Spirit?" Em 2017, a editora anunciou um crossover com The Green Hornet.

### Tiras de jornal
Em 2017, Spirit apareceu em um crossover na tira de Dick Tracy por Mike Curtis (roteiros) e Joe Staton (desenhos).

## Biografia ficcional do personagem
The Spirit, referido em um artigo de jornal citado adiante como "o único vigilante contra o crime proveniente da verdadeira classe média", tinha como identidade o heróico jovem detetive Denny Colt (ou, mais precisamente, Dennis Colt Jr.). Presumido morto nas primeiras três páginas da história inicial, Colt mais tarde se revelou ao seu amigo, o Comissário de Polícia de Central City Dolan, explicando que estivera na verdade mantido em animação suspensa causada por uma experiência do arqui-vilão Dr. Cobra. Quando Colt acordara no cemitério de Wildwood, estruturou uma base ali e, utilizando-se de seu anonimato, começou uma vida de luta contra o crime, vestindo apenas uma máscara domino, terno azul, gravata vermelha, chapéu fedora e luvas como disfarce. Spirit pratica a justiça com a ajuda de seu assistentes, o menino negro Ebony White (conhecido como Ébano no Brasil), financiando suas ações com as recompensas pela captura dos bandidos.
The Spirit estava baseado inicialmente na cidade de Nova Iorque que depois foi mudada para Central City, mas suas aventuras são ambientadas em todo o globo. Seus inimigos são tipos excêntricos, malucos e mulheres fatais, a quem aplica sua própria justiça. As histórias mudaram continuamente, mas alguns temas permaneceram constantes: o romance entre Spirit e a filha do Comissário Dolan, a protofeminista Ellen; a história anual  natalina ("Christmas Spirit"); e The Octopus (um mestre do crime criminoso psicopata que nunca foi visto, exceto as suas características luvas).

## Ebony White
Eisner foi criticado por seu personagem Ebony White, o parceiro afro-americano mirim de Spirit. O nome ("Ébano Branco") é um trocadilho racista em inglês e o desenho do rosto dele, com olhos brancos grandes e lábios rosados proeminentes, são típicos dos blackface, popular caricatura da era "Jim Crow". Eisner mais tarde admitiu estar consciente de ter estereotipado o personagem, mas disse ter feito isso com "responsabilidade". E argumentou que "o humor da época consistia em inglês falado incorretamente e diferenças físicas". O personagem era tratado com respeito pelos seus amigos coadjuvantes da série, indo além dos estereótipos conforme as publicações evoluíam. Eisner introduziu outros personagens afro-americanos como o Detetive Grey, que desafiava os estereótipos populares.
Em 1966 New York Herald Tribune destacou o ex-gerente do escritório de Eisner e depois jornalista,  Marilyn Mercer, que escreveu: "Ébano nunca atraiu críticas dos ativistas negros (de fato, Eisner foi congratulado por tê-lo utilizado nas tiras), talvez porque, apesar de fala dele ser própria dos personagens dos  Minstrel Show, derivava-se na verdade de outras tradições literárias: combinava Tom Sawyer e Penrod, com um toque do herói de Horatio Alger, e a cor da pele realmente não tinha nada a ver".

## Outros personagens
- The Octopus é o arqui-inimigo de Spirit. Ele é um gênio do crime e mestre dos disfarces cuja verdadeira face nunca foi mostrada, apesar de poder ser identificado pelas luvas características. Na segunda revista da  Harvey Comics, Spirit, da década de 1960, é dito quer o nome dele é Zitzbath Zark.
- P'Gell é uma femme fatale que permanentemente tenta seduzir Spirit e levá-lo para o mundo do crime ao lado dela. Ela seduz e casa com homens ricos que invariavelmente morrem de formas misteriosas. Com o dinheiro herdado criou um império do crime em Istambul e expandiu sua influência, controlando o submundo. Ela mudou para Central City para se encontrar com Spirit, mas continua com o modus operandi de selecionar casamentos para ampliar sua fortuna e tem como aliada Saree, a jovem filha de um de seus maridos falecidos. Na versão da década de 2000 da DC Comics, P'Gell era uma jovem socialite que amava um médico que trabalhava em países do Terceiro Mundo, voltando-se para o crime quando ele foi assassinado. P'Gell foi classificada como a 52ª no Comics Buyer's Guide das "100 Mulheres Mais Sexies dos Quadrinhos".[21]
- Sand Saref é uma amiga de infância de Denny Colt, e sabe que ele é o Spirit. Trabalhando como espiã, ela costuma terminar do lado oposto da lei. Apareceu muitas vezes, sempre envolvida em algum esquema criminoso. Sand Seref foi classificada em 73ª lugar no Comics Buyer's Guide's das "100 Mulheres Mais Sexies dos Quadrinhos".[22]
- Silken Floss é um físico nuclear e cirurgião, que age como comparsa de Octopus.
- Dr. Cobra é um cientista louco cujos produtos químicos e máquinas inadvertidamente ajudaram Denny Colt a se tornar o Spirit.
- Mister Carrion é um vigarista mórbido que tem como animal de estimação um abutre.
- Darling O' Shea é a criança mais rica e mimada do mundo.
- Hazel P. Macbeth é uma bruxa shakespeariana e aparente poderes mágicos
- Lorelei Rox, aparentemente uma sereia, surgiu em setembro de 1948 e depois nas histórias da DC Comics nos anos de 2000
- Silk Satin é uma alta e escultural morena que usa uma faixa branca nos cabelos, criminosa que mais tarde se regenerou e trabalha como investigadora internacional da seguradora Croyd de Glasgow. Em histórias mais recentes, foi revelado que ela tem uma filha, Hildie, o que a motiva a permanecer no caminho correto. Nas histórias da DC Comics, ela é menor, mais magra e loira, e trabalha como agente da CIA. Silk Satin foi classificada como a 72ª na lista do Comics Buyer's Guide das 100 Mais Sexies Mulheres dos Quadrinhos.[23]

## The Spirit e John Law
Muitas histórias do Spirit, inclusive a primeira aventura com Sand Saref, foram reformuladas de uma extinta publicação que tinha como protagonista um detetive caolho e fumante de chachimbo de nome John Law. Law e seu parceiro engraxate Nubbin protagonizaram muitas aventuras planejadas para uma nova série. Elas foram adaptadas para histórias de Spirit, com o tapa-olho de John Law sendo mudado para a máscara de Spirit, e Nubbin sendo redesenhado como Willum Waif ou outro coadjuvante da série.
As histórias originais de John Law foram restauradas e publicadas em Will Eisner's John Law: Dead Man Walking (IDW Publishing, 2004), coleção de histórias que também traz novas aventuras do escritor e ilustrador Gary Chaloner, estrelando John Law, Nubbin e outras criações de Eisner inclusive Lady Luck e  Mr. Mystic.

## Assistentes e colaboradores
Como a maioria dos artistas que trabalharam em tiras de quadrinhos de jornais, Eisner, depois de um tempo, empregou assistentes de estúdio que desenhavam ou pintavam os cenários de fundos, arte-finalizavam partes dos personagens principais (como roupas ou sapatos), ou como era comum, desenhavam sem créditos as tiras. Eisner eventualmente usou também escritores-fantasmas, geralmente como colaboradores.
Jules Feiffer, que começou como um assistente de arte por volta de 1946, mais tarde se tornou o principal escritor até o encerramento da série em 1952. Ele relembra: "Quando eu primeiramente trabalhei com Will lá estava John Spranger, que era seu arte-finalista e um maravilhoso desenhista; melhor que Will. Estavam também Sam Rosen, o letrista. Jerry Grandenetti veio pouco tempo depois de mim e fazia desenhos de fundo e arquitetônicos. Seu traço era rígido mas ficou mais flexível após um tempo, mas os desenhos de fundo e a arte-finalização eram bonitos. E Abe Kanegson, que fora meu melhor amigo no escritório, que fazia de tudo mas principalmente as letras e os desenhos de fundo após serem abandonados por Jerry. Abe foi um mentor para mim "
Outros participantes do estúdio de Eisner foram:
- Assistentes de Arte: Bob Powell (1940), Dave Berg (desenhos de fundo, 1940–41), Tex Blaisdell (1940–41), Fred Kida (1941), Alexander Kostuk a.k.a. Alex Koster (1941–43), Jack Cole (1942–43), Jack Keller (desenhos de fundo, 1943), Jules Feiffer (1946–47), Manny Stallman (1947–49), Andre LeBlanc (1950), Al Wenzel (1952)

- Arte-finalizadores: Alex Kotzky (1941–43), John Belfi (1942–43), Don Komisarow (1943), Robin King (ano?), Joe Kubert (1943–44), Jerry Grandenetti, (1948–51), Jim Dixon (1950–51), Don Perlin (1951)

- Letristas: Martin De Muth (years?), Abe Kanegson (ano?), Sam Schwartz (1951), Ben Oda (1951)

- Coloristas: Jules Feiffer (anos?), Chris Christiansen (1951)

- Artistas-fantasmas (arte-finalistass): Lou Fine e Jack Cole (1942–45), Jerry Grandenetti (1951), Wally Wood (1952)

- Autores-fantasmas/assistentes de escrita: Toni Blum (1942), Jack Cole (ano?), Manly Wade Wellman e William Woolfolk (1942–45), Klaus Nordling (1946, 1951), Marilyn Mercer (1946), Abe Kanegson (1950) e Jules Feiffer (1951–52)

## No Brasil
O personagem foi publicado nos títulos Suplemento Juvenil, O Globo Juvenil, Gibi Semanal, Eureka  e Grilo e teve publicações solo pelas editoras L&PM, NG, Abril, Metal Pesado, Acme e Panini Comics.
Em 2008, foi publicado pela Panini Comics um encontro entre Batman e The Spirit escrito por Jeph Loeb com arte de Darwyn Cooke.
Em 2010 foi publicada a última história escrita por Will Eisner, um crossover com o Escapista, personagem surgido no livro As Incríveis Aventuras de Kavalier & Clay (2000) de Michael Chabon como criação dos autores fictícios Joe Kavalier e Sam Klayman (inspirados em Jerry Siegel e Joe Shuster, criadores do Superman).

## The Spirit e outras mídias
De outubro de 1941 a março de 1944, foi publicado em jornais uma série de tiras diárias de quadrinhos de The Spirit. Foram mais tarde republicadas em muitas coletâneras.  The Spirit Archives da DC Comics, Vol. 25 reuniu todas essas tiras.
Republicações das aventuras de Spirit pela Quality Comics e Fiction House foram lançadas após a estreia do personagem nos jornais.
O personagem foi o tema de um filme feito para televisão em 1986, estrelado por Sam Jones como The Spirit e com a atuação também de Nana Visitor. Eisner desaprovou o tom do filme que tendeu para a paródia, se assemelhando a série de TV do Batman produzida nos anos 60. Embora tenha sido considerado um piloto para uma nova série, o projeto não foi levado adiante.
The Spirit teve aparição rápida no filme de animação  The Iron Giant.
Em 2008, estreou uma nova versão cinematográfica, escrita e dirigida por Frank Miller (autor das histórias em quadrinhos Batman - O Cavaleiro das Trevas, Ronin, por uma fase célebre do Demolidor e por Sin City). Miller utilizou as mesmas técnicas empregadas em Sin City, com uma visão particular da personagem, apostando em sua capacidade de reinventar personagens clássicos. Mas o filme foi duramente criticado pelas diferenças com relação à obra original e foi um fracasso de bilheteria.

## Semelhanças com outras histórias em quadrinhos
The Spirit influenciou muitos personagens criados com características semelhantes:
- Masked Man publicado pela editora Eclipse Comics. Tanto a personagem como a série possuem muitas similaridades com o trabalho de Will Eisner.
- Midnight de Jack Cole foi criado intensionalmente para substituir o original durante o alistamento de Eisner, mas assumiu vida própria em histórias longas.
- A personagem de Steve Ditko , Questão compartilhou muito do tom visual urbano do trabalho de Eisner e Ambos Parecem Ser Brutais E Matam Em seus deveres de super heroi, como nota-se também na versão de Alan Moore da personagem de Ditko, o anti-herói de Watchmen, Rorschach.
- A mais recente personagem de Greyshirtde criado por Alan Moore (aparecendo originalmente em Tomorrow Stories, e depois na série  Greyshirt: Indigo Sunset), conscientemente imitou a personagem e a técnica de seqüência narrativa de The Spirit.

## Quadrinhos
- The Spirit, 22 edições, Quality Comics, 1944-50
- The Spirit, 5 edições, Fiction House, 1952-54
- The Spirit, 2 edições, I.W. Publications, 1963
- The Spirit, 2 edições, Harvey Comics, 1966-67 (Cada edição conteve um trabalho novo de Eisner)
- The Spirit, 2 edições, Kitchen Sink Press, 1972 (underground)
- The Spirit Magazine, 41 edições, Warren Publishing/Kitchen Sink #17 on, 1974-83 (álbum preto e branco)
- The Spirit, 87 edições, Kitchen Sink Comics, 1983-92
- The Spirit: The Origin Years, 10 edições, Kitchen Sink Comics, 1992-93 (Publicação das primeiras histórias)
- The Spirit: New Adventures, 8 edições, Kitchen Sink Comics, 1997-98
- The Spirit, monthly series, DC Comics, 2006-

## Livros
- Will Eisner Color Treasury (1981, Kitchen Sink) (ISBN 087816006X)
- Spirit Color Album (1981, Kitchen Sink) (ISBN 0878160027)
- Spirit Color Album, v2 (1983, Kitchen Sink) (ISBN 0878160108)
- Spirit Color Album, v3 (1983, Kitchen Sink) (ISBN 0878160116)
- Art of Will Eisner (1989 2nd ed, Kitchen Sink) (ISBN 0878160760)
- Outer Space Spirit (1989 Kitchen Sink) (ISBN 0878160124)
- Christmas Spirit (1995 Kitchen Sink) (ISBN 0878163093)
- Spirit Casebook (199x Kitchen Sink) (ISBN 0878160949)
- All About P'Gell: Spirit Casebook II (1998 Kitchen Sink) (ISBN 0878164928)
- The Spirit Archives: (DC Comics)
  - Volume 1 (2000) (ISBN 1563896737)
  - Volume 2 (2000) (ISBN 1563896753)
  - Volume 3 (2001) (ISBN 1563896761)
  - Volume 4 (2001) (ISBN 1563897148)
  - Volume 5 (2001) (ISBN 1563897318)
  - Volume 6 (2002) (ISBN 156389744X)
  - Volume 7 (2002) (ISBN 1563898071)
  - Volume 8 (2002) (ISBN 1563898209)
  - Volume 9 (2003) (ISBN 1563898365)
  - Volume 10 (2003) (ISBN 1563899620)
  - Volume 11 (2003) (ISBN 1563899892)
  - Volume 12 (2003) (ISBN 1401200060)
  - Volume 13 (2004) (ISBN 1401201490)
  - Volume 14 (2004) (ISBN 140120158X)
  - Volume 15 (2005) (ISBN 1401201628)
  - Volume 16 (2005) (ISBN 1401204066)